# 8068 Вішнуредді
8068 Вішнуредді (8068 Vishnureddy, (8068) 1981 EQ28, 1992 OK10) — астероїд головного поясу, відкритий 6 березня 1981 року.
Тіссеранів параметр щодо Юпітера — 3,312.